# Natalia Tena
Natalia Gastiain Tena (sinh ngày 1 tháng 11 năm 1984) là một nữ diễn viên và nhạc sĩ người Anh Quốc.

## Thời thơ ấu
Natalia Gastiain Tena sinh ra ở London, con gái của cha mẹ người Tây Ban Nha María Gastiain, một thư ký, và Jesús Andrew Gastiain, một thợ mộc. Cô là hậu duệ của Extremaduran ở bên mẹ và gốc Basque ở bên cha cô. Cô thông thạo tiếng Anh, tiếng Tây Ban Nha. Cô học tại trường nội trú Bedales.
Tena đã được dạy piano bởi mẹ cô năm tuổi, chịu ảnh hưởng của âm nhạc của Chuck Berry. Sau đó, lúc 18 tuổi, Natalia chuyển về Luân Đôn và tham gia London Underground. Trong khi làm việc với một nhóm nhà hát gọi là KneeHigh, nơi họ được phép chọn một nhạc cụ để chơi, Tena quyết định học accordion.